# Bohdan (obec na Ukrajině)
Bohdan někdy také Bílá Tisa (ukrajinsky Богдан, maďarsky Tiszabogdány) je obec v okrese Rachov, v Zakarpatské oblasti na Ukrajině. Osadou obce Bohdan je Breboja. V roce 2025 zde žilo 3971 obyvatel; v celé obci pak 4900 obyvatel.
Bohdan leží na obou březích řeky Bílá Tisa. 

## Bohdanská vesnická komunita (hromada)
V Bohdanu je sídlo Bohdanské vesnické komunity (ukrajinsky Богданська сільська громада) ve které jsou tato sídla:
| Název                 | Název      | Název            | Název        |
| transkript do latinky | ukrajinsky | česky/slovensky  | maďarsky     |
| --------------------- | ---------- | ---------------- | ------------ |
| Bohdan                | Богдан     | Bohdan           | Tiszabogdány |
| Breboja               | Бребоя     | Preboja, Breboja | Bértelek     |
| Hoverla               | Говерла    | Hoverla          | Hoverla      |
| Luhy                  | Луги       | Luhy             | Láposmező    |
| Roztoky               | Розтоки    | Roztoky, Roztoka | Nyilas       |
| Vydryčka              | Видричка   | Vydryčka         | Vidráspatak  |

## Historie
První písemná zmínka o obci pochází z roku 1419. Do roku 1918 byla obec součástí Uherska, poté byla součástí československé Podkarpatské Rusi. V roce 1930 zde žilo 4 299 obyvatel, z nichž bylo 3 524 Rusínů, 297 Židů, 219 Maďarů, 115 Čechů a Slováků, 31 Němců, 7 jiných národností a 106 cizozemců. Obec měla v této době plochu 186 км2 a byla nejrozsáhlejší obcí v celém Československu.
V roce 1939 obec byla nejprve součástí Karpatské Ukrajiny a poté byla obsazena Maďarskem. V letech 1939 až 1944 byla součástí Maďarska. V letech 1944 až 1991 byla v rámci USSR součástí SSSR.